# Проспект Мангалю
Проспект Ма́нгалю (латыш. Mangaļu prospekts) — улица в Северном районе Риги, в историческом районе Вецаки. Начинается от улицы Плудмалес у станции Вецаки, ведёт в юго-западном направлении вдоль железнодорожной линии Рига — Скулте, затем отклоняется к западу, пересекает по насыпи залив Вецдаугава и заканчивается, разветвляясь на улицы Мангальсалас и Ставваду.

## История

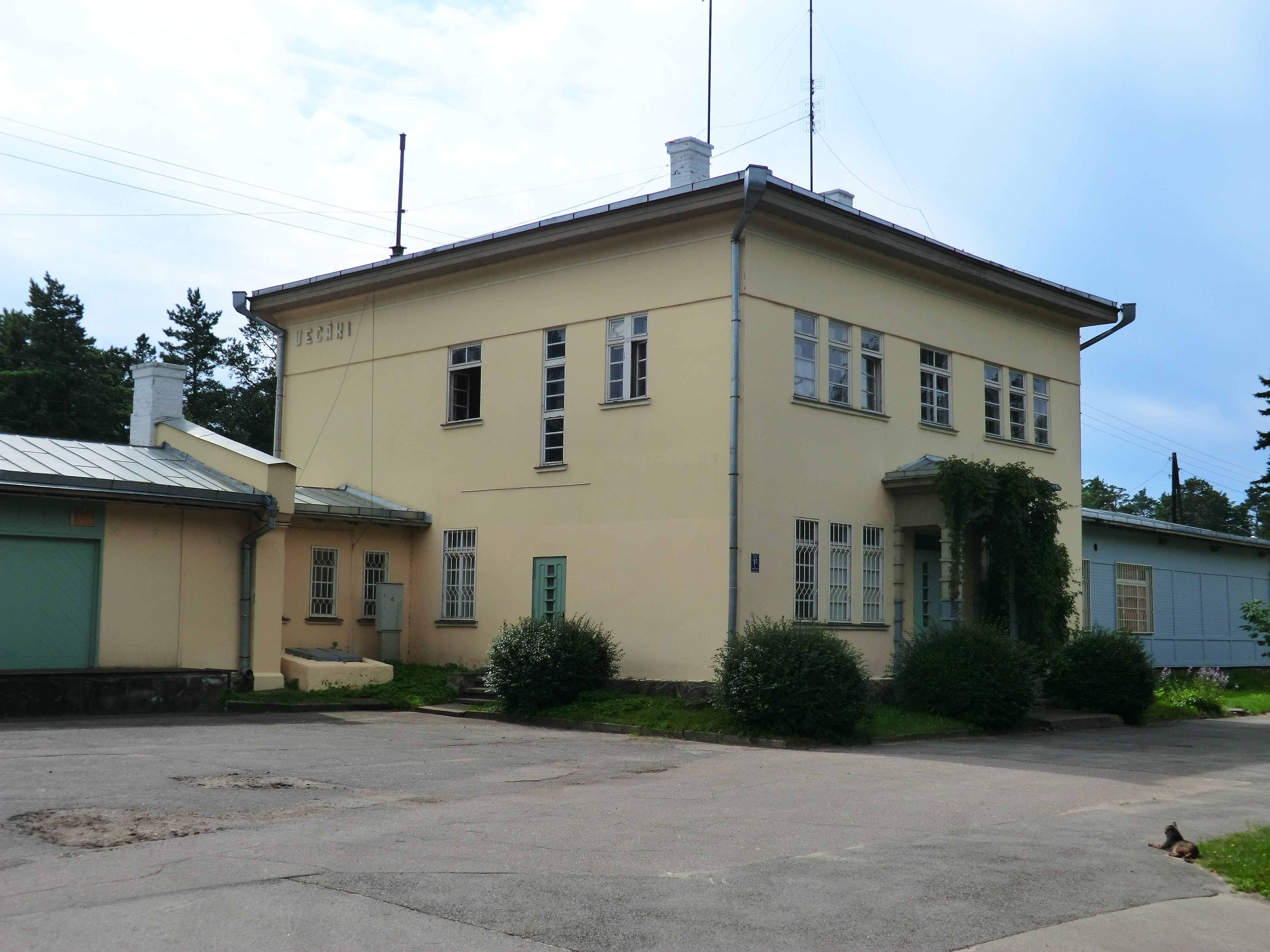
Вокзал станции Вецаки со стороны проспекта Мангалю

В списке городских улиц проспект Мангалю упоминается с 1949 года, когда приморский район Вецаки был присоединён к Риге. В то время он тянулся только до Ригас гатве (нынешний проспект Вецакю), поскольку дальнейшая его часть — Мангальсалас гатве — находилась уже за городской чертой. После очередного расширения городских границ (1960), Мангальсалас гатве стала городской улицей и в 1961 году была присоединена к проспекту Мангалю, тем самым проспект получил современные границы. Переименований проспекта не было.
Проспект застроен главным образом малоэтажными частными домами. Наиболее значимое здание — вокзал станции Вецаки (дом № 1C), построенный в 1935 году.

## Транспорт
Общая длина проспекта Мангалю составляет 1732 метра, на всём протяжении он асфальтирован. В транспортном отношении проспект разделяется на два отрезка. Начало проспекта расположено в курортной части микрорайона Вецаки, имеющей статус жилой зоны, пролегает по всхолмлённому дюнному рельефу, а участок от площади у станции Вецаки до улицы Селгас полностью закрыт для автомобильного движения. Участок после перекрёстка с проспектом Вецакю — бывшая Мангальсалас гатве — является магистралью районного значения и используется в том числе грузовым транспортом, следующим на Мангальсалу.
По магистральной части проспекта Мангалю курсирует автобус маршрута № 24, имеется одноимённая остановка.

## Прилегающие улицы
Проспект Мангалю пересекается со следующими улицами:
- улица Плудмалес
- улица Селгас
- улица Шалконес
- улица Пацеплиша
- улица Секлю
- улица Айзвея
- проспект Вецакю
- улица Ипалас
- улица Цирсмас
- улица Трейлиню
- улица Мурду
- улица Звеяс
- улица Вабу
- улица Велаву
- улица Мангальсалас